# Euroliga de 2008–09
A Euroliga de basquete temporada 2008/09 terá seu Final Four em Berlim, na Alemanha, no dia 1º de maio até o dia 3 do mesmo mês de 2009.

## Clubes
- AJ Milano
- Alba Berlin
- Assec Prokom
- Air Avelino
- Cibona
- CSKA Moscou
- DKV Joventut
- Efes Pilsen
- FC Barcelona
- Fenerbahce Ülker
- Le Mans
- Lottomatica Roma
- Maccabi Electra
- Montepiachi Siena
- SLUC Nancy
- Olympiacos
- Panathinaikos
- Panionios on Telecoms
- Partizan
- Real Madrid
- Tau Cerámica
- Unicaja
- União Olimpija
- Zalgiris